# Alcalus fontinalis
Alcalus fontinalis — вид жаб родини рогатих жаб (Ceratobatrachidae). Описаний у 2023 році.

## Поширення
Ендемік Індії. Відомий лише у національному парку Намдапха в окрузі Чангланг штату Аруначал-Прадеш, неподалік кордону з М'янмою.

## Опис
Вид відрізняється від подібних за комбінацією морфологічних ознак, включаючи довжину морди (27–28 мм у самців; 29,9–36,2 мм у самиць), диск на пальцях рук і ніг з горизонтальною/поперечною борозенкою на спинній поверхні, шкіра на спині зморшкувата, на спині є пара слабких дорсолатеральних смуг. Вид також відрізняється від своїх родичів розбіжністю послідовності ДНК на 7,6–25,4 % у фрагменті мітохондріального гена 12S–tVal–16S рРНК (1533 пари основ).